# Шири Манчестер
Шири Манчестер (енгл. Greater Manchester) је традиционална грофовија Енглеске.
Окрузи (дистрикти) Ширег Манчестера:

1. Манчестер сити

2. Стокпорт

3. Тејмсајд

4. Олдам

5. Рошдејл

6. Бјури

7. Болтон

8. Виган

9. Солфорд

10. Трафорд